# روبي جونز
روبي جونز (بالإنجليزية: Robbie Jones)‏ هو لاعب كرة قدم أمريكية أمريكي، ولد في 25 ديسمبر 1959.

## وصلات خارجية
- روبي جونز على موقع مرجع كرة القدم المحترفة.كوم (الإنجليزية)